# Richard Smalley
Richard Errett Smalley (Akron, Ohio; 6 de junio de 1943-Houston, Texas; 28 de octubre de 2005) fue un químico y profesor universitario estadounidense galardonado con el Premio Nobel de Química de 1996.

## Biografía
Estudió química en el Hope College y en la Universidad de Míchigan, donde se graduó en 1965. En 1973 consiguió el doctorado en la Universidad de Princeton, realizando posteriormente estudios postdoctorales en la Universidad de Chicago, y convirtiéndose en profesor de química en la Universidad de Rice en Houston.
Murió el 28 de octubre de 2005 en el hospital M.D. Anderson Cancer Center de Houston, situada en el estado de Texas, a consecuencia de una leucemia.

## Investigaciones científicas
El descubrimiento por parte del químico británico Harold Kroto de una nueva forma de cristalización geométrica del carbono, constituida por dos átomos de este material, permitió a Smalley, y a su colaborador de la Universidad de Rice Robert Curl, la síntesis química de esta nueva forma denominada fulereno, la cual se convirtió en la tercera forma más estable del carbono tras el diamante y el grafito.
En 1996 fue galardonado, junto con Curl y Kroto, con el Premio Nobel de Química por el descubrimiento de los fulerenos.
Tras recibir el Premio Nobel, promovió el desarrollo de esta tecnología, que consiste en la miniaturización a nivel atómico (un nanómetro es igual a la mil millonésima parte de un metro), un proceso con el que pensaba podrían solucionarse muchos problemas, en especial los de obtención de energía.

## Ideas religiosas
Smalley, que había tomado clases de religión además de ciencias en Hope College, redescubrió su religiosidad más tarde, en particular durante sus últimos años mientras luchaba contra el cáncer. Durante el último año de su vida, Smalley escribió: "Aunque sospecho que nunca lo entenderé completamente, ahora creo que la respuesta es muy simple: es verdad. Dios creó el universo hace unos 13.700 millones de años". y por necesidad se ha involucrado con Su creación desde entonces".
En la 79.ª Convocatoria Anual de Becas de la Universidad de Tuskegee, se le citó haciendo la siguiente declaración sobre el tema de la evolución mientras instaba a su audiencia a tomarse en serio su papel como la especie superior en este planeta. "Génesis tenía razón, y hubo una creación, y ese Creador todavía está involucrado... Somos la única especie que puede destruir la Tierra o cuidarla y nutrir a todos los que viven en este lugar tan especial planeta. Te insto a que mires estas cosas. Por alguna razón, este planeta fue construido específicamente para nosotros. Trabajar en este planeta es un código moral absoluto. ... Salgamos y hagamos aquello para lo que nos pusieron en la Tierra." El Creacionista de Tierra vieja y astrónomo Hugh Ross habló en el funeral de Smalley en 2005.